# Europese kampioenschappen beachvolleybal 2020
De Europese kampioenschappen beachvolleybal 2020 werden van 15 tot en met 20 september gehouden in de Letse badplaats Jūrmala. De CEV kondigde op 10 juli 2020 aan dat de kampioenschappen ondanks de coronapandemie door zouden gaan. De wedstrijden werden gespeeld in een stadion dat plaats bood aan vijfduizend toeschouwers op het strand van Majori. Vanwege storm en regen werd het toernooi op 17 september onderbroken en een dag later hervat in het overdekte Ruukki Strandcentrum bij Riga zonder toeschouwers.

## Opzet
Aan de kampioenschappen deden zowel bij de mannen als de vrouwen 32 tweetallen mee, dus 64 teams en 128 spelers in totaal. De 32 teams per toernooi waren in acht poules van vier verdeeld. Per poule werden er vier wedstrijden gespeeld. De winnaars van de eerste twee wedstrijden speelden vervolgens om de eerste plaats in de poule en de verliezers om de derde plaats. De groepswinnaars van elke poule gingen direct naar de achtste finales gingen, terwijl de nummers twee en drie naar een tussenronde gingen. Het prijzengeld per toernooi bedroeg €100.000.

## Medailles

### Medaillewinnaars
| Onderdeel | Goud | Goud                             | Zilver | Zilver                                   | Brons | Brons                                    |
| --------- | ---- | -------------------------------- | ------ | ---------------------------------------- | ----- | ---------------------------------------- |
| mannen    | NOR  | Anders Mol Christian Sørum       | RUS    | Vjatsjeslav Krasilnikov Oleg Stojanovski | ITA   | Paolo Nicolai Daniele Lupo               |
| vrouwen   | SUI  | Joana Heidrich Anouk Vergé-Dépré | GER    | Kim Behrens Cinja Tillmann               | RUS   | Nadezjda Makrogoezova Svetlana Cholomina |

### Medaillespiegel
| Rang   | Land        | Goud | Zilver | Brons | Totaal |
| 1      | Noorwegen   | 1    | 0      | 0     | 1      |
| 1      | Zwitserland | 1    | 0      | 0     | 1      |
| 3      | Rusland     | 0    | 1      | 1     | 2      |
| 4      | Duitsland   | 0    | 1      | 0     | 1      |
| 5      | Italië      | 0    | 0      | 1     | 1      |
| Totaal | Totaal      | 2    | 2      | 2     | 6      |